# Aeglopsis alexandrae
Aeglopsis alexandrae là một loài thực vật có hoa trong họ Cửu lý hương. Loài này được Chiov. mô tả khoa học đầu tiên năm 1932.